# 에지 커넥터

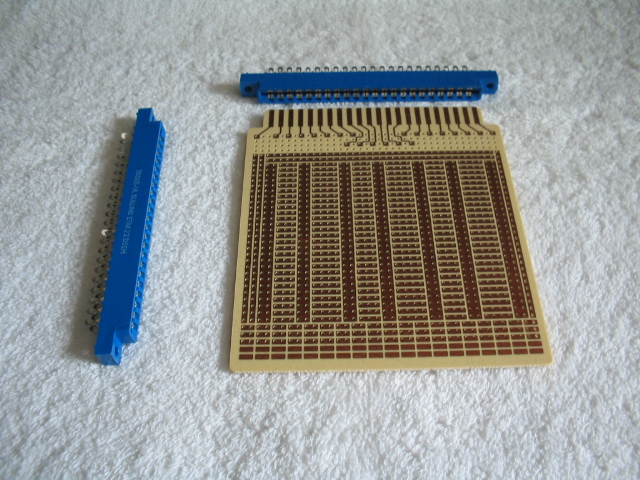
2개의 44핀 에지 커넥터 소켓(파란 물건)과 그에 일치하는 회로 기판

에지 커넥터(edge connector)는 일치하는 소켓에 연결하기 위한 보드의 가장자리로 이어지는 트레이스로 구성된 인쇄 회로 기판(PCB)의 일부이다. 에지 커넥터는 단 하나의 개별 암 커넥터(수 커넥터는 PCB 가장자리에서 형성됨)만 필요하고 상당히 견고하고 내구성이 높기 때문에 비용을 절약하는 장치이다. PCI, PCI 익스프레스 및 AGP 카드와 같은 주변 카드용 확장 슬롯용으로 컴퓨터에서 일반적으로 사용된다.

## 소켓 디자인
에지 커넥터 소켓은 한쪽이 열려 있는 플라스틱 "상자"로 구성되며 긴 가장자리의 한쪽 또는 양쪽에 핀이 있고 열린 중앙의 중앙으로 밀어 넣기 위해 튀어나온다. 커넥터에는 올바른 극성을 보장하기 위해 키가 있는 경우가 많으며 극성과 잘못된 유형의 장치가 삽입되지 않도록 범프나 노치가 포함될 수 있다. 소켓의 너비는 연결 PCB의 두께에 맞게 선택된다.
소켓의 반대편은 리본 케이블에 고정되는 절연 피어싱 커넥터인 경우가 많다. 또는 반대쪽을 메인보드나 부속 카드에 납땜할 수도 있다.